# Vessinge sandhedar
Vessinge sandhedar är ett naturreservat i Laholms kommun i Hallands län.
Området är naturskyddat sedan 2018 och är 20 hektar stort. Reservatet ligger väster och söder om Vessingesjön i södra delen av tätorten Veinge. Reservatet består av sandiga betesmarker.